# Makedonština
Makedonština je jihoslovanský jazyk zapisovaný upravenou cyrilicí. Nejblíže má k bulharštině a podle mínění některých[zdroj?] bulharských a řeckých lingvistů je makedonština pouze nářečím bulharštiny. Otázka jazykového sebeurčení Makedonců je velmi kontroverzní politické téma. Pro rozlišení od antické (helénské) makedonštiny je zejména řeckými autory označován slavomakedonština.
Řecko[kdo?] považuje jméno tohoto jazyka za neoprávněně užívané, protože jedinou pravou makedonštinou je podle nich řecký dialekt, kterým mluvil starověký vládce Alexandr Veliký, třebaže „řeckost“ tohoto jazyka nebyla přesvědčivě prokázána.[zdroj?] Podle nich přišli Slované na toto území až dávno po pádu Makedonské říše, a je tudíž historicky nesprávné říkat slovanskému jazyku makedonština. Nicméně zbytek světa včetně mezinárodních tiskových agentur a lingvistů název makedonština uznává a používá. Bilaterální vztahy Řecka a Severní Makedonie jsou tímto tématem dlouhodobě velice poznamenané.
Za otce myšlenky, že Makedonci jsou samostatný národ nezávislý na Bulharech a že makedonština je svébytný jazyk, je považován spisovatel Ďordi Pulevski. Z etnografického hlediska tuto myšlenku rozvinul a prokázal Krste Misirkov. Makedonská národní identita má epicentrum v protiturecké vzpouře vedené revolucionáři Goce Delčevem, Janem Sandanskim, Dame Gruevem, Pitu Gulim či Dimitarem Vlahovem, o nichž se také zpívá v severomakedonské hymně a kteří jsou považováni za zakladatele národa, ač Bulhaři je považují za Bulhary. Někteří přední zastánci makedonské národní identity, například Krste Misirkov nebo Venko Markovski, se ovšem později sami přiklonili k bulharské identitě a byli pak makedonskými vlastenci považováni za zrádce.
V období královské Jugoslávie (1918–1941) byla makedonština považována za srbský dialekt, podobně jako nebyla uznávána celá makedonská národní identita. Ke změně došlo až po vytvoření socialistické Jugoslávie a obnově po druhé světové válce. Makedonština byla zdokumentována a kodifikována a v republice začala vznikat divadla, hrající hry v makedonském jazyce, podobně jako začaly vycházet knihy v této řeči.

## Rozšíření
Kromě státu Severní Makedonie, kde je úředním jazykem, je makedonština státem uznaným menšinovým jazykem v albánském okresu Korçë. Rodilí mluvčí také žijí roztroušeně v sousedním Srbsku a Černé Hoře, Řecku a Albánii.

## Abeceda a výslovnost
Makedonština se píše cyrilicí. Od známější ruské cyrilice (tj. azbuky) se liší následovně:
- Navíc písmena Ѓ, Ѕ, Ј, Ќ, Љ, Њ, Џ.
- Chybí písmena Ё, Й, Щ, Ъ, Ы, Ь, Э, Ю, Я.
- Е se nečte [je], ale [e].

Makedonská abeceda (azbuka - азбука) tedy vypadá následovně:
| velké:  | А | Б | В | Г | Ѓ | Д | Е | Ж | Ѕ  | З | И | Ј | К | Ќ   | Л | Љ  | М | Н | Њ  | О | П | Р | С | Т | У | Ф | Х | Ц | Ч | Џ  | Ш |
| malé:   | а | б | в | г | ѓ | д | е | ж | ѕ  | з | и | ј | к | ќ   | л | љ  | м | н | њ  | о | п | р | с | т | у | ф | х | ц | ч | џ  | ш |
| přepis: | a | b | v | g | đ | d | e | ž | dz | z | i | j | k | ć/ḱ | l | lj | m | n | nj | o | p | r | s | t | u | f | h | c | č | dž | š |

Přepis více méně přibližuje i českou výslovnost. Љ je měkké [ľ], Њ se čte jako [ň], Ѓ a Ќ jsou blízká českým [ď] resp. [ť].

## Gramatika
Podobně jako bulharština, ale na rozdíl od ostatních slovanských jazyků, nemá makedonština pády u substantiv, ale má zase tři různé určité členy, které připojuje jako přípony za jména.
Vlastnictví se vyjadřuje předložkou на, např. домот на пријателот (dům přítele), což se vyvinulo pod vlivem vlaštiny z домот пријателутому (přívlastek má tvar dativu, neboť v makedonštině před zánikem nominální deklinace splynul dativ s genitivem). V některých jihozápadních dialektech se ještě dativ zachoval jako živá gramatická forma.

### Číslovky
| Makedonsky | Česky |
| еден       | jeden |
| двe        | dva   |
| три        | tři   |
| чeтири     | čtyři |
| пeт        | pět   |
| шeст       | šest  |
| сeдум      | sedm  |
| oсум       | osm   |
| дeвeт      | devět |
| дeceт      | deset |

## Vzorový text

### Všeobecná deklarace lidských práv
Pro srovnání bulharštiny s makedonštinou je text uveden v obou jazycích.
| makedonsky | Сите човечки суштества се раѓаат слободни и еднакви по достоинство и права. Тие се обдарени со разум и совест и треба да се однесуваат еден кон друг во духот на општо човечката припадност.  |
| přepis     | Site čovečki suštestva se ragjaat slobodni i ednakvi po dostoinstvo i prava. Tie se obdareni so razum i sovest i treba da se odnesuvaat eden kon drug vo duhot na opšto čovečkata pripadnost. |
| bulharsky  | Всички човешки същества се раждат свободни и равни по достойнство и права. Те са надарени с разум и съвест и следва да се отнасят помежду си в дух на братство.                               |
| přepis     | Vsički čoveški săštestva se raždat svobodni i ravni po dostojnstvo i prava. Te sa nadareni s razum i săvest i sledva da se otnasjat pomeždu si v duch na bratstvo.                            |
| česky      | Všichni lidé se rodí svobodní a sobě rovní co do důstojnosti a práv. Jsou nadáni rozumem a svědomím a mají spolu jednat v duchu bratrství.                                                    |